# Виноградов, Герман Игоревич
Ге́рман И́горевич Виногра́дов (19 декабря 1957, Москва — 25 февраля 2022, Москва) — российский художник-акционист, поэт и музыкант, сценограф

, режиссёр, актёр.

## Биография
Родился в 1957 в Москве. С 1976 по 1983 год учился на архитектурном факультете Московского института инженеров землеустройства. С 1984 по 1986 год участвовал в группе «Детский сад» (А. Иванов, Г. Виноградов, Н. Филатов, А. Ройтер). С 1987 участник л/о «Эрмитаж». Совместно с Б. Юханановым в 1987-89 гг. участвовал в группе «Суффикс ЧК». В 1989 году создал с Н. Пшеничниковой группу «Вино и Хлеб». В 1990 основал галерею «Грибонд». В 1994 году создал группу «KWAKUUM» (совместно с В. Мельниковым и А. Кравченко). С 1986 г. член Горкома графиков. С 1991 г. член Международной Федерации художников (IFA). В конце двухтысячных Виноградов создаёт группу «Гроздья виноградовы», куда также входят музыканты бывшей группы «Звуки Му» Александр Липницкий, Алексей Бортничук, Павел Хотин, Александр «Фагот» Александров, а также Дмитрий Карабут. Также участвует в группе «ОтЗвуки Му».
Родоначальник мистериального искусства в современной России.
Автор трёх манифестов Сознания БИКАПО.
С 1984 года регулярно проводил мистерию Бикапония Небесного Леса с использованием энвайронмента БИКАПО, состоящего из огромного количества авторских звуковых скульптур. Первый в современной России ввёл огонь, воду и другие первоэлементы как неотъемлемую составляющую мистерий, проводимых в закрытых пространствах. Часть звуковых скульптур работают от огня, воды и воздуха. Провёл более 2000 мистерий в России, странах Европы, США и Канаде.
Под воздействием системы Порфирия Иванова создал несколько необычных форм творческой деятельности, в которых холод, снег и обливание холодной водой, а также окунание в прорубь стали составной частью.
Например, поэтические чтения из проруби, «Аэросани», живые памятники Порфирию Иванову.
Автор перформансов по сжиганию лэнд-артовских объектов Николая Полисского «Медиа-башня», «Байконур» (5 марта 2006 года) и «Гиперболоидная градирня» («Вулкан») (18 февраля 2012 года) на территории Парка «Никола-Ленивец».
В 2010 году вместе с другими 87 художниками подписал открытое письмо президенту России в защиту Андрея Ерофеева и Юрия Самодурова.
1 февраля 2012 года при температуре минус 27 градусов совершил самое высокое обливание водой в мире на 66 этаже Башни Федерация в комплексе Москва-Сити.
Умер от инсульта 25 февраля 2022 года в Москве.

## Премии
- Премия «Лучшая лаборатория» 17-й Молодёжной выставки, 1986
- Кавалер «Бабочки Свободы» Музея и Общественного центра им. А. Д. Сахарова, 2005
- Лауреат Международной отметины имени Давида Бурлюка Академии Зауми, 2013

## Работы находятся в коллекциях
- Государственная Третьяковская Галерея, Москва
- Московский музей современного искусства (ММОМА), Москва
- Государственный центр современного искусства (ГЦСИ), Москва
- Мультимедиа Арт Музей, Москва
- Томский областной художественный музей, Томск
- Музей Игрушки, Санкт-Петербург
- Коллекция современного искусства Государственного музея-заповедника Царицыно, Москва.
- Музей РГГУ «Другое искусство» Л. Талочкина, Москва.
- Томский художественный музей, Томск.
- Коллекция А. Пугачевой, Москва.
- Коллекция А. Альчук и М. Рыклина, Москва.
- P. Pakesch, I. Dittrich, Вена, Австрия.
- T. Weser, Мюнхен, Германия.
- J.F. Bisot, Париж, Франция.

## Персональные выставки
- 2009 — «Introspection Black & White (1978—2008)». Галерея Елены Врублевской, Москва.
- 2006 — «Трансформация: Крусиляси!!!». Галерея Елены Врублевской, Москва.
- 2001 — «Купальщик». Галерея Елены Врублевской, Москва.
- 1998 — «На всех языках» (совместно с Вилли Мельниковым). Культурный Центр «Феникс», Москва.
- 1996 — «Introspection: Ке-Ке без сахара!». Культурный Центр «Феникс», Москва.
- 1996 — Выставка фотографии (совместно с Е. Спасоломской). ТО «Третий путь», Москва.
- 1994 — «На руинах Сретенки» (совместно с Т. Спасоломской и Ю. Устиновым). Двор д. 19, Б. Сергиевский пер., Москва.
- 1993 — «Ловцы света» (совместно с П. Лила). Петровский бульвар, 12, Москва.
- 1990-91 — Выставки в галерее «Грибонд», ул. Солянка, д. 3, Москва.
- 1989 — «Russian mind». Nibelungengasse, 27, Грац, Австрия.
- 1989 — «Ангина-89». Квартира автора, Москва.
- 1988 — «Если прибить банан к потолку, то родится ребёнок». Квартира Irene Dittrich, Doblingerhauptstrasse, 71, Вена, Австрия.
- 1988 — «Трое: Г. Виноградов, И. Затуловская, Цедрик». Художественный музей, Томск.
- 1983 — Выставка коллажей. Центр психологической помощи при больнице № 20, Москва.
- 1979 — Выставка коллажей, рисунков и конструкций. Московский институт инженеров землеустройства, Москва.

## Книги
- Герман Виноградов. Злокозье. — Берлин: Propeller, 2018.
- Герман Виноградов. Гагыр и Жыжела. — Берлин: Propeller, 2018.
- Герман Виноградов. Бутацыкл ляптроновый. — Берлин: Propeller, 2019.

## Фильмография
| Год  |     | Название                      | Роль                     |
| ---- | --- | ----------------------------- | ------------------------ |
| 1988 | ф   | Осень, Чертаново…             | музыкант                 |
| 2010 | с   | Школа                         | Имя персонажа не указано |
| 2011 | с   | Краткий курс счастливой жизни | Арсений                  |
| 2011 | ф   | Звёздный ворс                 | посетитель Дома книги    |
| 2012 | ф   | Мечта олигарха                | Имя персонажа не указано |
| 2013 | док | Супервычислитель              | Имя персонажа не указано |
| 2014 | док | Мистагог                      | Имя персонажа не указано |